# Those are strings, Pinocchio
Those are strings, Pinocchio es el 65to episodio de la serie de televisión norteamericana Gilmore Girls.

## Resumen del episodio
Debido al incendio, la posada Independence no ha recuperado su potencial y va a cerrar. Esta noticia pone muy tristes a Lorelai y a Sookie, que además ya no tendrán trabajo para poder comprar el Dragonfly; Rory descubre que su madre invertirá el dinero restante del cheque de Richard para poder pagar la universidad, en vez de usarlo en la posada. Rory visita a sus abuelos y les pide un favor, que si ellos pagan Yale, ella les retribuirá luego e irá a cenar todos los viernes; Emily y Richard aceptan encantados. Después de una reunión del pueblo, Rory le desea lo mejor a Dean; Luke planea irse de viaje con Nicole en un crucero, y Lorelai lo molesta sobre pedirle matrimonio, pero luego de un sueño que él tiene con Lorelai pidiéndole que no se comprometa, le entran dudas sobre si ir de viaje. Durante la ceremonia de graduación, Rory emociona a Lorelai con su discurso, y se sorprende cuando Emily y Richard le dan a su nieta un auto como regalo por su graduación. Finalmente, las chicas Gilmore ya están casi listas para irse de viaje de mochileras por Europa, aunque antes Rory recibe una llamada; como nadie habla, Rory sospecha que es Jess y le dice que lo amó, aunque ahora continuará su vida, se irá de viaje a Europa y luego estudiará en Yale.